# Törnsparv
Törnsparv (Passer shelleyi) är en fågel i familjen sparvfinkar inom ordningen tättingar.

## Utseende och läte
Törnsparven är en typisk sparvfink med streckad rygg, grått på hjässa och nacke samt en svart haklapp. I flykten syns rostfärgad övergump tydligt. Könen liknar varandra, men hanen är mer bjärt färgad och har mer rostrött i ansiktet. Arten är lik somaliagråsparven, men hanen skiljer sig på grå hjässa och honan på mycket mer färgglad fjäderdräkt i allmänhet. Kenyasparven är mycket lik, men överlappar inte i utbredningsområde och har ljust, ej mörkt, öga. Lätet är ett gladlynt tjirpande likt andra arter i släktet.

## Utbredning och systematik
Fågeln förekommer i sydöstra Sydsudan, norra Uganda, södra och östra Etiopien, nordvästra Somalia och allra västligaste Kenya. Den behandlas som monotypisk, det vill säga att den inte delas in i några underarter. Arten har tidigare ofta behandlats som underart till kenyasparv (P. rufocinctus), som i sin tur behandlats som underart till akaciasparv (P. motitensis). Andra behandlar den, tillsammans med kenyasparv, som underart till Passer cordofanicus.

## Levnadssätt
Törnsparv hittas lokalt i torr törnsavann, men även i jordbruksbygd och ibland kring bebyggelse, även om den inte är associerad till människan. Fågeln födosöker mestadels på marken, förmodligen efter frön och insekter.

## Status
Arten har ett stort utbredningsområde och beståndet anses stabilt. Internationella naturvårdsunionen IUCN listar den därför som livskraftig (LC).

## Namn
Fågelns vetenskapliga artnamn hedrar George Ernest Shelley (1840-1910), geolog, samlare och ornitolog verksam i Sydafrika, Egypten, Sudan, Australien och Myanmar. Tidigare kallades den ’’shelleysparv’’ även på svenska, men tilldelades 2024 ett mer informativt namn av BirdLife Sveriges taxonomikommitté.